# Cesare Maltoni
Cesare Maltoni (Faenza, 17 novembre 1930 – San Lazzaro di Savena, 22 gennaio 2001) è stato un oncologo italiano di fama mondiale, uno dei pionieri degli studi sulla cancerogenesi ambientale e industriale.
È stato direttore dell'Istituto di oncologia di Bologna (1964-1997), direttore del Centro bolognese per la prevenzione, la diagnosi dei tumori e la ricerca in oncologia (1966-1989), e direttore scientifico dell'Istituto Ramazzini e della Fondazione europea di oncologia e scienze ambientali “B. Ramazzini”.
Si deve al suo impegno, e alle sue intuizioni sul trattamento dei pazienti oncologici, la creazione del primo hospice in Italia (a Bentivoglio) per l'assistenza ai pazienti con cancro in fase avanzata.
Nella sua attività Cesare Maltoni si è ispirato alla filosofia di Bernardino Ramazzini, padre della medicina del lavoro, tra i primi ad affermare l'importanza della prevenzione rispetto alla cura.
Si deve a Maltoni e al suo team di collaboratori la dimostrazione del carattere cancerogeno del cloruro di vinile, del benzene, dei CFC dei frigoriferi, della formaldeide, di solventi diffusissimi come la trielina, e dell'MTBE, additivo usato nella “benzina verde”.
Cesare Maltoni è stato anche cofondatore del Collegium Ramazzini ed è stato insignito del Sigillum Magnum dell'Università di Bologna.

## Biografia
Nato a Faenza da Maria e Carlo, maturità classica al Liceo Torricelli di Faenza, si laurea in Medicina all'Università di Bologna nell'anno accademico 1954-1955, con una tesi che ha per relatore Giorgio Prodi, allora giovane docente universitario e successivamente oncologo di fama internazionale, al quale è dedicato il Centro Interdipartimentale di Ricerche sul Cancro (Circ) dell'Università di Bologna.
Dopo la laurea Maltoni svolge attività di assistente all'Istituto di Patologia Generale dell'Ateneo bolognese, mostrando propensione verso l'oncologia sperimentale e la cancerogenesi chimica. A Bologna resterà pochi mesi nel ruolo di assistente: il suo percorso formativo si completerà a Parigi e Chicago.

### La formazione all'estero
Durante l'apprendistato con ricercatori come Francois Zajdela o Albert Tannenbaum (capodipartimento di oncologia del Michael Reese Hospital di Chicago, che inciderà profondamente sulla personalità di Maltoni), Cesare apprende la religione del buon lavoro di laboratorio. In quegli anni si forma convinzione (supportata anche dai lavori di Leslie Foulds) che la ricerca biologica e farmacologica non erano destinate a creare in tempi brevi delle nuove sostanze in grado di uccidere solo le cellule cancerose.
Nel 1961, negli interventi che tiene al rientro in Italia di fronte ai colleghi oncologi riuniti nei congressi di Napoli e Bari, il trentenne ricercatore faentino espone i concreti indizi sperimentali che gli suggeriscono che il tumore esercita un controllo sulle cellule del tessuto connettivo ‘sano’ che lo circonda e che sono queste a permettergli di ricevere dal corpo le sostanze nutrienti che gli permettono di crescere.
Cesare Maltoni torna a lavorare a Bologna con la convinzione, rafforzata dalla sua attività in laboratorio, che la prevenzione è l'arma principale per sconfiggere il cancro.

## Attività clinica e di ricerca

### I primi screening di massa
Cesare Maltoni diventerà primario dell'Istituto di Oncologia nel 1964. Due anni prima assume la responsabilità di un gruppo di ricerca all'interno del Consultorio Oncologico Felice Addarii di Bologna (il progenitore dell'Istituto Oncologico). Qui si dà l'obiettivo, utopico per il tempo, di avviare il più grande screening europeo su tumori al collo dell'utero. Lo screening prende il via nel 1965, i risultati prodotti dal lavoro di Maltoni sono straordinari. Quell'esperienza è ben ricostruita in un servizio della Rai dedicato ai vent'anni di attività di screening.

### Gli studi sull'amianto e sul CVM
Maltoni, personalità molto apprezzata per il suo lavoro al fianco delle persone "comuni" per aver portato la scienza oncologica nella loro vita quotidiana e nei luoghi di lavoro, è stato uno dei primi a documentare la cancerogeneità dell'amianto. L'Istituto Ramazzini ha raccolto una serie di pubblicazioni scientifiche, molte delle quali redatte con il contributo diretti dello stesso Maltoni, sulla pericolosità dell'amianto.
Negli anni settanta, il principale esperimento di Maltoni riguarda la dimostrazione della cancerogeneità del cloruro di vinile monomero (CVM). Una ricerca che nasce dalla convinzione del medico bolognese che la maggior parte dei tumori ha origini ambientali e che investire in prevenzione primaria vuol dire impedire all'uomo di venire a contatto con le sostanze nocive. Maltoni, con il supporto di colleghi e collaboratori, convinse la più grande azienda chimica italiana, la Montedison, a testare sui ratti la cancerogenicità del CVM. Luigi Orlandi, primo comunista a ricoprire l'incarico di Presidente degli “Ospedali di Bologna”, si impegna nella ricerca di un luogo adatto a impiantare un grande saggio di cancerogenesi in vivo su migliaia di animali da esperimento. La scelta cade su una proprietà ospedaliera nella campagna bolognese, il Castello di Bentivoglio, che ancora oggi ospita il centro di ricerca ora intitolato in suo onore "Centro di Ricerca sul Cancro Cesare Maltoni" dell'Istituto Ramazzini, Cooperativa sociale ONLUS creata nel 1987 nella quale Maltoni farà confluire i laboratori dopo averli staccati dall'Addarii, nel 1992.
Il modello sperimentale di cancerogenesi che Maltoni costruisce con il suo team per l'esperimento avviato a Bentivoglio il 1 luglio 1971 sarà talmente affidabile da permettergli, già a dicembre del 1972, di ritrovare in un lavoratore del petrolchimico di Porto Marghera una neoplasia rarissima: l'angiosarcoma epatico. La stessa identificata pochi mesi prima nei ratti che hanno inalato il CVM per otto ore al giorno.
In venticinque anni Maltoni, assieme al suo team di ricercatori, porta a compimento ricerche che dimostrano la cancerogenità di alcune sostanze di uso comune e di uso industriale, tra cui il benzene.
Le ricerche di Maltoni dimostrano il carattere cancerogeno dei clorofluorocarburi dei frigoriferi, della formaldeide, di solventi diffusissimi come la trielina.
Nel 1996 giunge il riscontro sperimentale che sancisce il carattere cancerogeno dell'MTBE, principale additivo della benzina verde.

## Gli ultimi anni: l'Hospice e il Collegium
Nel 1997, dopo aver lasciato l'Ospedale Sant'Orsola di Bologna per raggiunti limiti di età, il professor Maltoni ha continuato la sua attività come Direttore Scientifico della Fondazione Ramazzini, dedicandosi intensamente, in particolar modo, alla realizzazione dell'Hospice per malati oncologici avanzati e in fase progressiva "Maria Teresa Chiantore Seragnoli".
Maltoni continua la sua attività, sia all'interno della cooperativa Ramazzini, sia all'interno del Collegium Ramazzini, un'organizzazione internazionale indipendente fondata nel 1982 assieme a Irving J. Selikoff e a diversi altri scienziati.
Cesare Maltoni è morto il 22 gennaio 2001 nella sua casa di San Lazzaro di Savena. Il New York Times ha dedicato un articolo a ricordo della sua figura dopo la sua morte.

## Impatto mediatico e sociale
Il Policlinico Sant'Orsola di Bologna ha dedicato una targa a Cesare Maltoni all'interno del Padiglione Addarii, nel corso di una cerimonia in memoria dello scienziato.
A lui sono state intitolate strade in diverse città italiane.
Agli inizi del 2017 è stato pubblicato, dalla casa editrice Pendragon di Bologna, il libro Cesare Maltoni, cancerologo, curato da Beppe Ramina. Il libro offre il testo dello spettacolo teatrale Come il Gatto con gli Stivali, che ripercorre la vita e la carriera di Cesare Maltoni come fosse un romanzo illustrato e, nella seconda parte, un ricettario trovato tra le carte del professore dopo la sua morte. Le ricette sono una testimonianza della sua passione per la buona tavola associata all'attenzione alla salute.
Nel giugno 2019, all'interno del cartellone del Biografilm Festival, è stato presentato "Vivere, che rischio", il docufilm scritto e diretto da Michele Mellara e Alessandro Rossi e dedicato alla figura del professor Cesare Maltoni.
Il 15 maggio 2022, il Comune di Bologna ha intitolato a Cesare Maltoni il Ponte di via Libia, nella zona "Cirenaica" della città di Bologna